# HZC De Robben
HZC De Robben is een zwemvereniging uit Hilversum.
De vereniging organiseert zwemlessen en heeft tevens afdelingen voor de wedstrijdsporten waterpolo en wedstrijdzwemmen. HZC De Robben maakt gebruik van zwembad de Lieberg. De clubkleuren zijn blauw en oranje.

## Geschiedenis
De Hilversumse Zwem Club De Robben is op 1 januari 1971 opgericht. HZC De Robben komt voort uit de Hilversumse Zwem Club (HZC) opgericht op 24 augustus 1932 en De Robben opgericht op 15 oktober 1940. Een van de bekendste trainers was Jan Stender, die vanwege zijn ruige beharing op borst en rug en zijn aanpak ook wel bekendstond als 'De Gorilla'.

## Erelijst
Heren:
- Nederlands kampioenschap waterpolo Heren

1959-1960, 1966-1967, 1967-1968, 1968-1969, 1969-1970, 1970-1971, 1971-1972, 1973-1974, 1974-1975, 1979-1980, 1981-1982
- KNZB beker

1985-1986, 2000-2001
Dames:
- Nederlands kampioenschap waterpolo Dames

1945-1946, 1946-1947, 1948-1949, 1949-1950, 1950-1951, 1951-1952, 1952-1953, 1953-1954, 1954-1955, 1955-1956, 1956-1957, 1957-1958, 1958-1959, 1959-1960, 1960-1961, 1961-1962, 1962-1963, 1963-1964, 1964-1965, 1965-1966, 1966-1967, 1967-1968, 1968-1969, 1969-1970, 1970-1971, 1971-1972, 1972-1973, 1973-1974, 1974-1975
- KNZB Beker 2 (ManMeer!-Cup)

2004-2005, 2005-2006, 2007-2008, 2008-2009

## Waterpolo
De waterpoloafdeling kende verschillende Nederlandse kampioenschappen en leverde een aantal internationals voor het Nederlands waterpoloteam. Voor het seizoen 2014-2015 is de vereniging een Startgemeenschap aangegaan met BZC Brandenburg waarbij Ilse van der Meijden werd aangesteld als hoofdtrainer.

## Zwemmen
De zwemafdeling geeft onder andere diplomazwemmen en conditiezwemmen.

## Bekende (oud-)leden
- Gijze Stroboer
- Robin van Galen
- Marianne Heemskerk
- Mary Kok
- Carl Kratz
- Harry Lamme
- Nico Landeweerd
- Aad van Mil
- Jan Scholte
- Joeri Stoffels
- Ineke Tigelaar
- Harry Vriend
- Evert Kroon